# Condado de Kakamega
El condado de Kakamega es un condado de Kenia.
Se sitúa al oeste del país, en la antigua provincia Occidental. La capital y localidad más importante es Kakamega. La población total del condado es de 1 660 651 habitantes según el censo de 2009.
El condado es famoso por albergar el bosque de Kakamega.

## Localización
El condado tiene los siguientes límites:
| Noroeste: Condado de Bungoma | Norte: Condado de Trans-Nzoia | Noreste: Condado de Uasin Gishu |
| Oeste: Condado de Busia      |                               | Este: Condado de Nandi          |
| Suroeste: Condado de Siaya   | Sur: Condado de Vihiga        | Sureste: Condado de Nandi       |

## Demografía
En el censo de 2009, las principales localidades del condado son:
1. Mumias, municipio, 116 358 habitantes
2. Kakamega, municipio, 91 768 habitantes
3. Malava, villa, 60 831 habitantes

## Transportes
La principal carretera del condado es la A1, que une Sudán del Sur con Tanzania recorriendo el oeste de Kenia. En este condado, la A1 pasa por Kakamega y Malava. Al norte, la A1 lleva a Kitale, Kapenguria y Lodwar. Al sur, la A1 lleva a Kisumu, Kisii y Migori. Al norte del condado, la A1 se cruza con la A104, que une Uganda con Tanzania pasando por Nairobi. Al oeste de la capital condal salen las carreteras C40 y C41, que llevan respectivamente a Mumias y Bungoma. En el oeste del condado, la principal carretera es la C33, que une Bungoma con Luanda pasando por Mumias.